# 圣周春汤

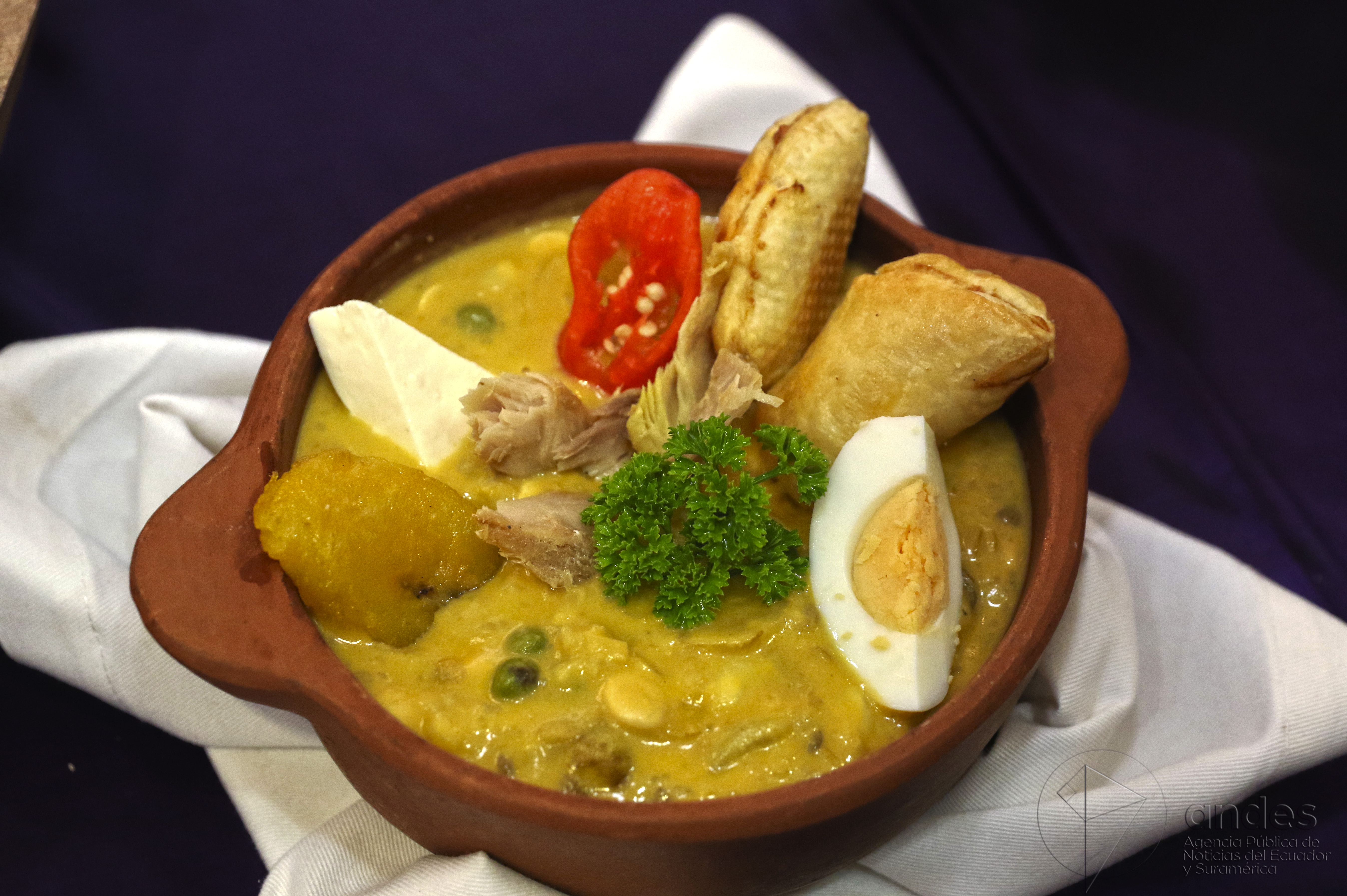
经过装饰的圣周春汤

圣周春汤（西班牙語：Fanesca）是一道典型的厄瓜多尔浓汤。传统上于圣周（及圣周前一周）食用。圣周春汤为热汤，通常厄瓜多尔家庭在准备圣周春汤前数天团聚在一起，给做汤食材的豆子一颗颗手工去皮。
圣周春汤是厄瓜多尔文化的标志之一，代表着所有家庭成员在一起分享、合作及共同劳动，其中集合了安第斯传统、家庭中长者的智慧、年轻人和儿童的劳动，以及外婆的味道。   

## 制作
圣周春汤集合了印第安人传统及西班牙文化。汤以牛奶和鳕鱼为基本食材。汤中有12种主要食材，代表着十二使徒，包括安第斯地区最典型的食材：玉米、羽扇豆、蚕豆、豌豆、小扁豆、花生及菜豆。其味道特别，颇具厄瓜多尔家庭特色。

## 食用
一份热汤通常用一只碗盛，并装饰以小堆盐、炸香蕉、红灯笼椒、欧芹叶、新鲜奶酪及切片的水煮蛋。部分地区在上桌的同时另带切块的鳄梨。作为这道菜的重要组成部分，在汤即将食用完毕时会单上奶酪，用完汤后会上一份米饭。
汤及米饭全部食用完毕后，会上一道无花果酱配奶酪做的甜品。至此，这道四旬斋大餐全部上完。
在某位厄瓜多尔历史学家的部分书中，提出在十六世纪，耶稣会信徒被数次驱逐出厄瓜多尔。一次在因巴布拉省的一个修道院中，被驱逐的耶稣会信徒能找到的食材只有携带的干鱼及在修道院中储藏的豆类，于是这道厄瓜多尔著名的春汤（FANESCA或称JUANESCA）在这些被流放的人手中诞生了。